# Pulkheria keletrómai császárné
Szent Pulcheria (399. január 19. – 453. július 28.) Flavius Arcadius keletrómai császár gyermeke, aki nagy szerepet játszott öccse, II. Theodosius kormányzásában.
Arcadius és Aelia Eudoxia 399-ben született, mélyen vallásos lányát, Pulcheriát 414. július 4-én Augustává (császárnővé) nyilvánította a konstantinápolyi senatus. A tehetséges, trónra lépésekor húgaival (Arcadia és Marina) együtt szüzességi fogadalmat tett Pulcheria nagy hatást gyakorolt egyébként gyenge kezű öccsére, II. Theodosius császárra még azután is, hogy az 416-ban maga vette át a kormányzást. Pulcheria kiválóan tudott görögül és latinul, és járatos volt az irodalomban, tudományokban és művészetekben. Fivére neveltetését is ő irányította, ámbár nem igazán készítette fel az uralkodás gyakorlati oldalára. Ellenben vallási kérdésekben meghatározó volt az udvarban: meggyőződéses keresztény volt, több templomot emeltetett, dús adományokkal segítette a rászorulókat, és nagy szerepe volt Theodosius pogány- és zsidóellenes intézkedéseinek meghozatalában. Elképzelhető, hogy 421-ben ő kezdeményezte a keresztényeket üldöző Perzsa Birodalom elleni támadást, egyúttal ő szervezte meg öccse házasságát, bár sógornője, az antik hagyományokat is őrző Aelia Eudocia több esetben ellene foglalt állást. 435-ben nagy szerepe volt Nesztoriosz száműzésében, noha bátyja eleinte rokonszenvezett annak tanaival. (A nézeteivel rokonszenvező Alexandriai Szent Cirill neki ajánlotta De fide ad Pulcheriam / A hitről Pulcheriának című művét.) Pulcheria 446-447-tel kezdően körül egy időre kegyvesztett lett egy udvari eunuch, Khrüszaphiosz Ztommasz intrikái következtében. Ekkor apácának vonult vissza, de nem sokkal bátyja halálát megelőzően ismét visszatérhetett.
Hogy megakadályozza az eunuch trónra lépését, Pulcheria szüzességi fogadalmát fenntartva hozzáment Marcianushoz, az Aspar magister militum által támogatott katonatiszthez, és megadatta neki a császári címet. Férje uralkodása alatt, 451-ben hívatta össze a Khalkédóni zsinatot, mely kiközösítette Nesztorioszt és a monofizita Eutükhészt. 453 júliusában hunyt el. A római katolikus és ortodox egyházak mind a mai napig szentként tisztelik.
Természetesen őt sem kerülhették el a pletykák, rosszindulatú feltételezések. Suidastól tudjuk, hogy egyesek szerint szeretője volt egy bizonyos Paulinus, és hogy állítólag vérfertőző kapcsolatban élt öccsével. E két feltételezés azonban tetteik és nézeteik ismeretében aligha állja meg a helyét.